# Tomalá (Honduras)
Tomalá es un municipio del departamento de Lempira en la República de Honduras.

## Límites
| Orientación | Límite                              |
| ----------- | ----------------------------------- |
| Norte       | Municipio de San Sebastián, Lempira |
| Sur         | Municipio de Tambla, Lempira        |
| Este        | Municipio de San Andrés, Lempira    |
| Oeste       | Municipio de Tambla, Lempira        |

Su Extensión territorial es de 47.66 km².

## Geografía
Tomalá, está ubicada en lo alto de una montaña, al pie de una pequeña colina, y rodeado de otras que se encuentran cubiertas de pinos y en menor cantidad de robles.

## Clima
El clima de esta cabecera es templado y agradable, la localidad dista de 5 minutos del Municipio de Tambla.

## Universidad Nacional de Agricultura
En Tomalá, Lempira se encuentra ubicado uno de los centros regionales de la Universidad Nacional de Agricultura (UNAG).
Este centro regional pertenece a la Universidad Nacional de Agricultura, la cual tiene su sede central en Catacamas, Olancho.
En el centro regional se ofertan dos carreras: 
1. Licenciatura en Administración de Empresas Agropecuarias
2. Ingeniería en Gestión Integral de los Recursos Naturales.

## Historia

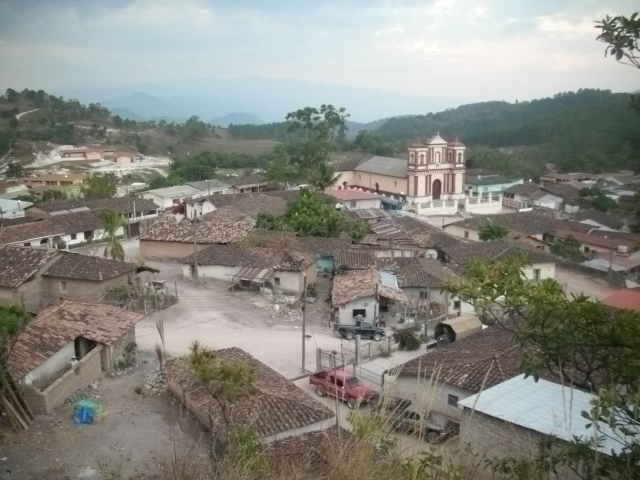
Agregar subtítulo aquí

En 1576, empezó como una pequeña aldea, por su suelo pantanoso, fue trasladado a las faldas de un cerro que es el sitio donde hoy se encuentra. 
En 1791, en el recuento de 1791 era un pueblo del Curato de Sensenti. 
En 1889, era uno de los municipios del Distrito de Guarita. 

### Alcaldes
Alcalde actual: Esperanza López Cartagena. 

## Población
Para Tomalá, los mestizos son mayoría con un 80 % de la población, con muchos individuos de piel blanca. 
Población: En el año de 2013 se tenían 6,335 habitantes, según proyección para el año 2020, se espera que habrán 6,871 habitantes.

## Economía
Es otro de los municipios cafetaleros del departamento. Aprovechando su elevación sobre el nivel del mar. En segundo lugar está la cría de ganado y le siguen la siembra de maíz y frijoles. El comercio de abarrotes es otra actividad que causa bastante movimientos en esta zona. Al igual que en el resto del departamento ya cuenta con electricidad y servicios de comunicación móvil.

## Turismo

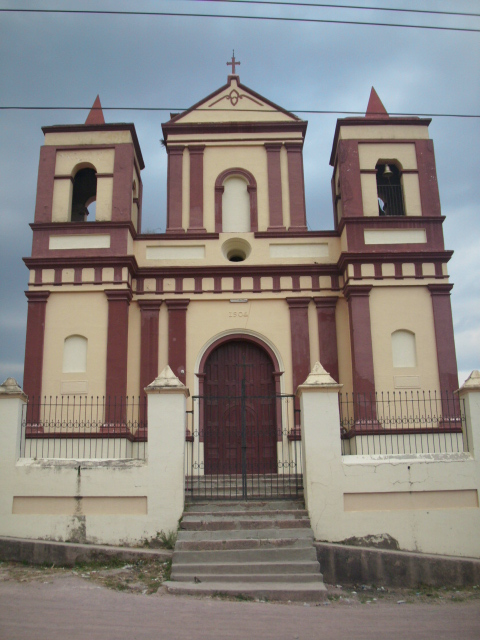
Vista frontal de la Iglesia de Tomalá

El desvío hacia esta cabecera está debidamente señalizado. Para llegar a esta cabecera es vía: 
Santa Rosa de Copán - San Marcos - Cololaca - Tambla
Este recorrido dura aproximadamente 2 horas, la carretera se encuentra pavimentada hasta el municipio, con el cuidado que hay curvas muy cerradas y puede haber encontronazos con otros vehículos. Esta cabecera seguramente será de agrado para los visitantes, ya que su ubicación transmite una sensación de tranquilidad. Al estar rodeada de bosques y tener vistas sorprendentes de las montañas hacia el lado de "Congolón". 
Las ferias son muy entretenidas y vistosas, motivo por el cual son muy visitadas. La iglesia con fecha de 1904, está muy bien conservada. Además, es la segunda Iglesia más antigua de Honduras, después de la catedral de comayagua.
Por otra parte, cuenta con un lugar turístico muy visitado por feligreses de otros países al igual que del territorio Hondureño, y este lugar, es el Posito de la Virgen de los Remedios, el cual por su gran fe, muchas personas han sido curadas y cada año llegan alrededor de un millón de visitantes para recibir su milagro.

### Feria patronal
En su feria patronal se celebran dos ferias: una del 15 al 18 de diciembre y la segunda del 15 al 18 de febrero; cuyas fiestas tienen el propósito de darle las gracias a la Virgen de los Remedios.

## División Política
Aldeas: 13 (2013)
Caseríos: 32 (2013)
| Código | Aldea                    |
| ------ | ------------------------ |
| 132501 | Tomalá                   |
| 132502 | Azacualpa                |
| 132503 | El Copante               |
| 132504 | La Soledad del Morro     |
| 132505 | Los Horconcillos         |
| 132506 | Los Zuncuyos             |
| 132507 | San Cristóbal            |
| 132508 | San Juan                 |
| 132509 | San Lorenzo              |
| 132510 | San Marquitos            |
| 132511 | San Pablo de Consolación |
| 132512 | Santo Domingo            |
| 132513 | Aldea Nueva              |